# Insalata di riso
L'insalata di riso, nota anche come riso freddo, è un piatto della cucina italiana tipicamente estivo, costituito da riso e altri diversi ingredienti mescolati insieme, condito in maniera variabile.

## Descrizione
L'insalata di riso è un piatto facile e veloce da preparare e che può essere preparato in vari modi. Il riso alla base del piatto può essere di tipo parboiled o a grana lunga; in alcuni casi vengono anche impiegati i risoni (un tipo di pasta simile a chicchi di riso).
Gli altri ingredienti, tagliati a pezzetti, sono generalmente verdure (cotte, crude o sottaceto), salumi (prosciutto o würstel), formaggio semiduro come l'emmenthal o la fontina), chicchi di mais cotto, olive, uova sode, pomodorini, tonno, talvolta insaporiti con maionese. Non mancano le varianti con prodotti ittici (cozze, gamberetti, salmone).
Per la sua preparazione è consigliato passare il riso sotto l'acqua fredda una volta scolato (al dente) per eliminare l'amido superficiale ed evitare che diventi  colloso.

## Storia
Le origini sono incerte, anche se appare già nel XVI secolo, nei banchetti veneziani dipinti da Paolo Veronese.. Alcune delle prime testimonianze dell'alimento si ebbero nel Novecento, quando i ricettari iniziarono a parlarne. Per molti, l'insalata di riso è il piatto estivo per antonomasia. Dato il successo dell'alimento, sono stati lanciati sul mercato dei preparati fatti apposta per cucinarla in casa.